# Hippolyte Picas
Hippolyte Picas est un homme politique français né le 6 décembre 1796 à Perpignan (Pyrénées-Orientales) et décédé le 25 novembre 1861 à Perpignan.
Avocat, conseiller municipal de Perpignan, il milite dans l'opposition libérale sous la Monarchie de Juillet. Commissaire du gouvernement en février 1848, il est député des Pyrénées-Orientales de 1848 à 1849, siégeant au centre-gauche.

## Sources
- « Hippolyte Picas », dans Adolphe Robert et Gaston Cougny, Dictionnaire des parlementaires français, Edgar Bourloton, 1889-1891 [détail de l’édition]